# DLR Band
DLR Band ist das fünfte Musikalbum von David Lee Roth. Es erschien auf dem eigens für die Veröffentlichung von Roth gegründeten Label "Wawazat!! Records".

## Entstehungsgeschichte
DLR Band wurde in den Ocean Entertainment Studios in Burbank und in Mama Joe's Studios in North Hollywood (Kalifornien) innerhalb von nur zehn Tagen aufgenommen und abgemischt – eine Arbeitsweise, die Roth seit dem Van-Halen-Album Van Halen II (1979) nicht mehr angewandt hatte. John Lowery (auch bekannt als John 5) und Mike Hartman spielten auf dem Album Gitarre, Hartman übernahm zusätzlich auch den Bass und firmierte dafür unter dem Pseudonym "B'ourbon Bob".
Das Album bekam nach seiner Veröffentlichung durchaus positive Kritiken, besonders im Vergleich zu Roth' vorhergehenden zwei Veröffentlichungen (A Little Ain’t Enough von 1991 und Your Filthy Little Mouth von 1994). Dennoch war das Album wegen der schlechten Vertriebsmöglichkeiten von Roth' kleinem Label und nur geringem Werbeaufwand kommerziell nicht erfolgreich. Zusätzlich schien Roth zunächst kein Interesse daran zu haben, das Album auf einer Tournee live vorzustellen; als er es 1999 dann doch tat, spielte die Band häufig in kleineren Hallen und mit nicht zusammenhängenden Terminen.
John Lowery and Mike Hartman gehörten beide nicht zu der Gruppe, die auf Tournee ging, sodass Roth einmal mehr nach einem Ersatzgitarristen suchen musste, der ihn begleitete. Er wählte Bart Walsh, einen Gitarristen, der bis kurz vor seinem Engagement für Roth in der Van-Halen-Coverband »The Atomic Punks« gespielt hatte.
Die DLR Band-Titel "Indeedido" und "King of the Hill" erschienen später auf Mike Hartman's Soloalbum Black Glue unter den Titeln "Southern Romp" and "Stomp".

## Beteiligte Musiker
- David Lee Roth – Harmonica, Gesang
- B'urbon Bob – Bass
- Mike Hartman – Gitarre
- Terry Kilgore – Synthesizer, Gitarre
- Tom Lilly – Bass
- John Lowery – Gitarre
- Ray Luzier – Schlagzeug

## Titelliste
1. Slam Dunk! (David Lee Roth, John Lowery, Bob Marlette) – 2:37
2. Blacklight (Roth, Lowery, Marlette) – 3:41
3. Counter-Blast (Roth, Lowery, Marlette) – 3:14
4. Lose the Dress (Keep The Shoes) (Roth, Terry Kilgore) – 3:13
5. Little Texas (Roth, Lowery, Marlette) – 3:20
6. King of the Hill (Roth, Mike Hartman) – 3:52
7. Going Places... (Roth, Kilgore) – 5:19
8. Wa Wa Zat!! (Roth, Lowery, Marlette) – 2:54
9. Relentless (Roth, Lowery, Marlette) – 3:30
10. Indeedido (Roth, Hartman) – 3:11
11. Right Tool for the Job (Roth, Kilgore) – 3:24
12. Tight (Roth, Kilgore) – 4:08
13. Weekend With the Babysitter (Roth, Lowery, Marlette) – 3:36
14. Black Sand (Roth, Kilgore) – 5:20